# Fork (razvitak softvera)
Fork odnosno forkiranje je pojam iz programskog inženjerstva. Pojava je koja postoji kod otvorenog koda. Ovo je softver odnosno proces razvijanja softvera koji je nastao tako što se dorađuje i poboljšava neki drugi softver s time što ga u zajednici više zajednica zasebno razvija, tvoreći tako drukčiji, zasebni softver. Pojam ne označuje grananje, nego raskol u razvijateljskoj zajednici, oblik podjele.
Ime je došlo od funkcije iz Unixa fork(), koja stvara kopiju Unixovog procesa. Ime na engleskom jeziku znači vilica, a dobila je ime po obliku koji tvori na dijagramu toka koji poziva funkciju fork(), jer ima oblik vilice.
Slobodni softver i softver otvorenog koda je softver koji se po definiciji može forkirati od izvornog oblika a da se pritom ne mora tražiti dopuštenje i da se time uopće ne krši nikoji zakon o autorskim pravima. Ipak, i vlasnički softver kao što je primjerice Unix ima licencirane forkove.